# Авиоло
Авиоло (итал. Aviolo) — водохранилище, расположенное в альпийской долине Валь-Пагера в провинции Брешиа. Было создано в 1935 году Società Generale Eletrica Cisalpina (подразделение компании General Electric в Адамелло) для обеспечения электростанции в коммуне Сонико. В 1984 году была открыта электростанция в Эдоло, и в настоящее время вода из Авиоло поступает в водозабор, идущий от озера Авио (итал. lago d'Avio).